# Jacques-Olivier Boudon
Pour les articles homonymes, voir Boudon.
Jacques-Olivier Boudon, né le 15 février 1962 à Bordeaux, est un historien français.
Il est professeur d'histoire contemporaine à Sorbonne Université depuis 2003. C'est un spécialiste reconnu de l'histoire de la Révolution française et du Premier Empire. Il travaille également sur l'histoire religieuse contemporaine.

## Biographie

### Formation
Jacques-Olivier Boudon est ancien élève d'Henri IV et de l'École normale supérieure (promotion L1984), agrégé d'histoire (1986) et docteur en histoire (1991).

### Carrière
Il exerce la fonction de maître de conférences à l’Institut d'études politiques de Paris dès 1992, jusqu'en 1994 d'une part et en histoire contemporaine à l’Université Paris-Sorbonne (Paris IV) de 1992 à 1998 d'autre part, avant de devenir professeur à l'université de Rouen jusqu'en 2003.
En décembre 1997, il obtient l'habilitation à diriger des recherches en histoire par l’université Paris-Sorbonne (Paris IV). Du 1er janvier 2000 au 30 juin 2003, il exerça la fonction de directeur du GRHIS (Groupe de recherches en histoire de l'université de Rouen) (FRE, puis EA).
Depuis le 1er septembre 2003, il est professeur à l’université Paris-Sorbonne (Paris IV). Il exerce également la fonction de directeur du CIES-Sorbonne depuis le 1er février 2004.
Depuis 2012, il est membre du conseil scientifique du Figaro histoire.
Le 25 avril 2017, il fait partie des signataires d'une tribune de chercheurs et d'universitaires annonçant avoir voté Emmanuel Macron au premier tour de l'élection présidentielle française de 2017 et appelant à voter pour lui au second, en raison notamment de son projet pour l'enseignement supérieur et la recherche.

### Responsabilités
(avril 2017).
- Membre du Conseil scientifique de l’université Paris Sorbonne depuis février 2005
- Président de l’Assemblée des directeurs de CIES depuis septembre 2005
- Président de l’Institut Napoléon depuis 1999 et directeur de publication de la Revue de l’Institut Napoléon.
- Président de la Société des amis de la bibliothèque Marmottan
- Président de l’Association française d'histoire religieuse contemporaine (2005-2008)
- Membre du jury des Grands Prix de la Fondation Napoléon depuis 2001 (4 prix attribués à des ouvrages sur les deux Empires et 6 bourses attribuées à des doctorants)
- Membre du jury du prix Mérimée (attribué à une thèse portant sur le Second Empire)
- Membre du jury des prix de la Chancellerie de Paris (prix Marie Benabou)
- Membre du CTHS, section histoire contemporaine et du temps présent
- Membre du Comité scientifique de la Mission historique française en Allemagne
- Membre du conseil scientifique de l’Institut Marc Sangnier.
- Membre du conseil d’administration de la Société d’histoire religieuse de la France et du comité de rédaction de la Revue d’Histoire de l’Église de France.
- Membre du comité éditorial de la revue Histoire du christianisme.
- Membre du comité de rédaction de la revue Études normandes.
- Membre du comité éditorial de la revue Napoléon Ier. Magazine du Consulat et de l’Empire.
- Membre du conseil scientifique du musée de l’Histoire de France
- Membre du conseil scientifique du musée de l’Armée
- Membre du conseil scientifique du musée du Champ de bataille de Waterloo
- Représentant pour la France de la CIHEC (Commission Internationale d'histoire ecclésiastique comparée)

## Publications
- Les catholiques en France aux XIXe et XXe siècles, Paris, La Documentation française, 1994 (en collaboration avec Jean-Marie Mayeur).
- L’épiscopat français à l’époque concordataire (1802-1905) : origines, formation, nomination, Paris, Éditions du Cerf, coll. « Histoire religieuse de la France », 1996, 589 p.

ouvrage couronné par l’Académie des sciences morales et politiques en 1997
- Le Consulat et l’Empire, Paris, Montchrestien, coll. « Clefs Histoire », 1997, 160 p.
- Napoléon à Sainte-Hélène : de l’exil à la légende, Montréal, Fides, coll. « Les Grandes conférences », 2000, 57 p.
- Histoire du Consulat et de l’Empire (1799-1815), Paris, Perrin, 2000, 512 p., rééd. « Tempus », 2003.
- Paris, capitale religieuse sous le Second Empire, Paris, Éditions du Cerf, coll. « Histoire religieuse de la France », 2001, 558 p.

ouvrage couronné par l’Académie des sciences morales et politiques en 2002
- Religion et culture en Europe au XIXe siècle (1800-1914), Paris, Armand Colin, coll. « U », 2001, 288 p. (en collaboration).
- Les élites religieuses à l’époque de Napoléon : dictionnaire des évêques et vicaires généraux du Premier Empire, Paris, Nouveau monde Édition/Fondation Napoléon, 2002, 314 p.
- Napoléon et les cultes : les religions en Europe à l’aube du XIXe siècle (1800-1815), Paris, Fayard, 2002, 370 p.
- Napoléon Ier et son temps, Paris, Vuibert, coll. « Regards d’auteurs », 2004, 280 p.
- Passion Napoléon : par l’épée et par la plume, Paris, Textuel, 2004, 192 p.
- La France et l'Europe de Napoléon, Paris, Armand Colin, coll. « U », 2006, 343 p.
- Le roi Jérôme, Paris, Fayard, 2008, 747 p.
- Napoléon expliqué à mes enfants, Paris, Le Seuil, 2009, 96 p.
- Les habits neufs de Napoléon, Paris, Bourin Éditeur, 2009, 180 p.
- Les Bonaparte : regard sur la France impériale, La Documentation française, dossier no 8073 de janvier-février 2010, 64 p.
- Les Naufragés de La Méduse, Paris, Éd. Belin, coll. « Histoire », 2016, 334 p., in-8o (ISBN 978-2-7011-9668-8). — Bibliogr. Rééd. la même année (Paris, Le Grand livre du mois).
- L'empire des polices : comment Napoléon faisait régner l'ordre, Paris, Vuibert, 2017, 330 p. (ISBN 978-2-311-10119-5, présentation en ligne).
- Le plancher de Joachim, Belin, 2017, 288 p. Prix Georges Goyau de l'Académie française en 2018
- La Campagne d'Égypte, Belin, 2018, 318 p.
- Le sexe sous l'Empire, La Librairie Vuibert, 2019.
- Les quatre sergents de La Rochelle, Passés composés, 2021.
- Napoléon et l'Aquitaine, une région entre fidélité et rébellion, Memoring, coll. « Figures de la Nouvelle-Aquitaine », 2022
- Ils voulaient tuer Napoléon : Complots et conspirations contre l'Empereur, Tallandier, 2022, 336 p.  (ISBN 979-1021048089)

Il a également dirigé les ouvrages suivants :
- Brumaire, la prise de pouvoir de Bonaparte, actes du colloque du 17 novembre 1999 organisé par l’Institut Napoléon et la bibliothèque Marmottan, Paris, SPM, Collection de l’Institut Napoléon no 1, 2002, 180 p.
- Napoléon et les Lycées. Enseignement et société en Europe au début du XIXe siècle, actes du colloque organisé par l’Institut Napoléon et la bibliothèque Marmottan, les 15 et 16 novembre 2002, Paris, Nouveau Monde Édition/Fondation Napoléon, 2004, 400 p.
- Armée, guerre et société à l’époque napoléonienne, actes du colloque organisé par l’Institut Napoléon et la bibliothèque Marmottan, les 15 et 16 octobre 2000, Paris, SPM, Collection de l’Institut Napoléon no 3, 2004, 260 p.
- Les Troupes de la marine et les colonies sous le Premier Empire, avec Antoine Champeaux, actes du colloque organisé les 28 et 29 mai 2002 à Fréjus, Panazol, Lavauzelle, 2005, 274 p.
- Éric Anceau, Jacques-Olivier Boudon et Olivier Dard, Histoire des internationales, Nouveau Monde éditions, 2017, 320 p.

Ainsi qu’une centaine d’articles ou contributions à des ouvrages collectifs.

## Distinctions

### Décoration
- Chevalier de l'ordre des Palmes académiques (2009)